# 마르뱅 마르탱
마르뱅 마르탱(프랑스어: Marvin Martin, 1988년 1월 10일 ~)은 프랑스의 축구 선수이다.